# Kasperi
Kasperi ist ein männlicher Vorname, der die finnische Form von „Kaspar“ darstellt. Kaspar wiederum entstammt dem Persischen und bedeutet „Schatzmeister“.

## Namensträger
- Kasperi Kapanen (* 1996), finnischer Eishockeyspieler
- Kasperi Salo (* 1979), finnischer Badmintonspieler
- Kasperi Valto (* 2003), finnischer Skispringer